# Knodus
Genre
Le genre Knodus est un genre de poissons tropicaux, appartenant à la famille des Characidae, de l'ordre des Characiformes. Ce genre comporterait 23 espèces.

## Liste d'espèces
Selon FishBase (28 juin 2012) :
- Knodus borki Zarske, 2008
- Knodus breviceps (Eigenmann, 1908)
- Knodus caquetae Fowler, 1945
- Knodus chapadae (Fowler, 1906)
- Knodus delta Géry, 1972
- Knodus dorsomaculatus Ferreira & Netto-Ferreira, 2010
- Knodus gamma Géry, 1972
- Knodus geryi Lima, Britski & Machado, 2004
- Knodus heteresthes (Eigenmann, 1908)
- Knodus hypopterus (Fowler, 1943)
- Knodus longus Zarske & Géry, 2006
- Knodus megalops Myers, 1929
- Knodus meridae Eigenmann, 1911
- Knodus mizquae (Fowler, 1943)
- Knodus moenkhausii (Eigenmann & Kennedy, 1903)
- Knodus orteguasae (Fowler, 1943)
- Knodus pasco Zarske, 2007
- Knodus savannensis Géry, 1961
- Knodus septentrionalis Géry, 1972
- Knodus shinahota Ferreira & Carvajal, 2007
- Knodus smithi (Fowler, 1913)
- Knodus tiquiensis Ferreira & Lima, 2006
- Knodus victoriae (Steindachner, 1907)